# Александровка (присілок, Подольський міський округ)
Алекса́ндровка (рос. Александровка) — присілок у складі Подольського міського округу Московської області, Росія.

## Населення
Населення — 70 осіб (2010; 31 у 2002).
Національний склад (станом на 2002 рік):
- росіяни — 97 %